# Marija Alexandrowna Paswik
Marija Alexandrowna Paswik (russisch Мария Александровна Пасвик; * 1885 in Seja, Oblast Amur; † 1955) war eine russische bzw. sowjetische Radiochemikerin.

## Leben
Paswik, Tochter des Arztes Alexander Wladimirowitsch Paswik und der Feldscherin Anastassija Andrejewna Serdjukowa, studierte in St. Petersburg in den Höheren Bestuschew-Kursen für Frauen mit Abschluss 1915.
Ab 1912 war Paswik Laborantin im Mikrobiologischen Laboratorium des Landwirtschaftsministeriums.
Nach der Oktoberrevolution arbeitete Paswik 1918–1919 als wissenschaftliche Sekretärin der Radium-Abteilung  der Kommission zur Untersuchung der natürlichen Produktivkräfte und der Radium-Kommission und danach für das Kollegium für die Organisierung und den Betrieb eines Radium-Werks. Sie war Mitarbeiterin des Radiochemikers Witali Chlopin (1890–1950), den sie 1920 heiratete.
Im Sommer und Herbst 1921 arbeiteten Paswik, Chlopin und Iwan Baschilow im Radium-Werk in Tatarien 14 Stunden täglich, um aus 1,8 t Roherz aus der Tjuja-Mujun-Uran-Lagerstätte im Ferghanatal am 1. Dezember erstmals in der UdSSR 4,1 Milligramm hochradioaktives Radium und 8 Milligramm Halbfertigmaterial zu erhalten.
Ab 1922 war Paswik wissenschaftliche Mitarbeiterin des Radium-Instituts (1945 Senior-Mitarbeiterin). Sie wurde 1935 zur Kandidatin der chemischen Wissenschaften promoviert.
Im Rahmen des Sowjetischen Atombombenprojekts war Paswik ab 1945 als Mitglied der Brigade Chlopin an der ersten industriellen Gewinnung von Plutonium aus angereichertem Uran beteiligt.

## Ehrungen, Preise
- Orden des Roten Sterns (1947)
- Preis des Ministerrats der UdSSR (1950)[2]
- Leninorden (1953)
- Leninpreis (1962)[2]